# Sly Stone
Sly Stone, geboren als Sylvester Stewart (Denton (Texas), 15 maart 1943 – Los Angeles, 9 juni 2025) was een Amerikaans muzikant, componist en platenproducer. Hij werd het bekendst als voorman van Sly & the Family Stone, een band die een belangrijke rol had in de ontwikkeling van soul, funk en de psychedelische muziek, in de tweede helft van de jaren zestig en de eerste helft van de jaren zeventig.

## Biografie

### Begin carrière
Sylvester Stewart was de tweede van vijf kinderen. Nadat zijn familie van het Texaanse Dallas naar het Californische Vallejo verhuisde, richtten zijn broer Freddie en hun zussen Rose en Vaetta, de gospelgroep The Stewart Four op, die optrad in de kerk en zelfs een single uitbrachten in 1952. Op hun oudste zus Loretta na, zouden alle kinderen uit het gezin Stewart de naam Stone aannemen en lid worden van Sly & the Family Stone.
Toen hij ouder werd leerde Sylvester enkele instrumenten bespelen, vooral de gitaar, en werd hij lid van enkele middelbareschoolbandjes. Een van deze bandjes was The Viscaynes, een doo wop-groep, die op Sylvester en zijn Filipijnse vriend Frank Arelano na, blank was. Het feit dat The Viscaynes gemixt waren, maakte de groep bij hun publiek hip en zou de inspiratie worden van de multiculturele Family Stone. The Viscaynes brachten in 1961 enkele lokale singles uit en rond deze zelfde periode bracht Sylvester ook enkele solosingles uit onder de naam Danny Stewart.
In het midden van de jaren zestig werkte Sly als DJ voor het radiostation KSOL in San Francisco en ook als een platenproducer voor Autumn Records en werkte met bands uit de omgeving van San Francisco, zoals The Beau Brummels, The Mojo Men en The Great Society. Rond deze tijd nam hij de artiestennaam Sly Stone aan en richtte hij in 1966 The Stoners op, inclusief Cynthia Robinson op trompet. Een jaar later kwam Robinson ook bij de band Sly & the Family Stone, waarvan de oorspronkelijke bezetting verder bestond uit Freddie Stone (gitaar en zang), Larry Graham (basgitaar en zang), Greg Errico (drums), Jerry Martini (saxofoon) en Rose Stone (piano en zang). Verder bestond de band uit het achtergrondkoor Little Sister, met onder andere zijn andere zus Vet Stone. Sly zelf speelde onder andere gitaar, orgel en mondharmonica. Hun debuutsingle was I Ain't Got Nobody.

### Sly & the Family Stone's succes
Sly & the Family Stone waren actief tussen eind 1966 en 1975. De band staat bekend als de eerste grote Amerikaanse rockband met een multiculturele bezetting. De band had een belangrijke rol in de ontwikkeling van de Amerikaanse popmuziek in het algemeen en soul, funk, psychedelische muziek en later ook hiphop en r&b in het bijzonder. Ze hadden in de Verenigde Staten vijf toptienhits, waaronder Dance To The Music, Everyday People en Family Affair, en vier, volgens popcritici, baanbrekende albums.

### Persoonlijke problemen en achteruitgang
In de herfst van 1969 verhuisde Sly van San Francisco naar Los Angeles. Niet lang na de verhuizing kwam Sly onder veel stress te staan als gevolg van meerdere oorzaken; de platenbazen, de Black Panther Party en andere zwarte activistische groepen, die wilden dat Sly's muziek militanter werd en een afspiegeling werd van de Black Powerbeweging, en ook dat Errico en Martini, de blanke bandleden, uit de band zouden verdwijnen, en tot slot waren er ook persoonlijke conflicten in de band zelf. Sly kreeg door de stress last van maagzweren en om dit allemaal te verlichten begon hij met het zich toedienen van verschillende soorten drugs, vooral cocaïne en PCP.
Sly's intensieve drugsmisbruik begon al snel zijn carrière negatief te beïnvloeden; hij werd berucht om het missen van interviews en concerten, en zijn gedrag begon bekend te staan om zijn onbeschoftheid, instabiliteit en onvoorspelbaarheid. Sly's vriend Hamp "Bubba" Banks, een voormalig pooier, werd zijn rechterhand en bracht straatgangsters naar binnen, die zijn bodyguards en persoonlijke managers zouden worden. Het vijfde album van de band, There's a Riot Goin' On, gaf de ontwikkelingen goed weer. Het grootste deel van het album was in tegenstelling tot het eerdere werk niet met de hele band tegelijkertijd ingespeeld, maar stukje voor beetje, met behulp van overdubbing. In feite nam Sly de meeste partijen voor zijn eigen rekening en zong hij vaker de hoofdvocalen zelf.
De eenheid van de band begon geleidelijk aan af te brokkelen en Errico en Graham verlieten de band. De latere albums Fresh (1973) en Small Talk (1974) hadden zelfs nog minder invloed van de band en nog meer invloed van Sly. Na een desastreus verlopen verplichting in de New Yorkse Radio City Music Hall, viel de band in januari 1975 volledig uit elkaar.

### Latere jaren
Sly Stone zelf bracht daarna nog vier extra albums uit, die met uitzondering van High on You (1975) die onder zijn eigen naam uit kwam, allemaal onder de naam Sly & The Family Stone werden uitgebracht. Hij werkte ook samen met Funkadelic op het album The Electric Spanking of War Babies (1981), maar hij was niet meer in staat om zijn carrière nieuw leven in te blazen. Tevens bleef hij toeren, met een begeleidingsband met de naam The Family Stone.
In 1983 was Sly tijdens een tournee in een hotel in Fort Myers, Florida toen de politie zonder huiszoekingsbevel zijn hotelkamer binnenstormde. Hij werd gearresteerd in verband met cocaïnegebruik en zijn tournee kwam tot een einde. Hij werd datzelfde jaar veroordeeld tot een afkickcentrum, maar Stone bleek nooit meer in staat te zijn om zijn verslaving volledig de baas te worden. Hij deed een korte tournee met Bobby Womack in de zomer van 1984 en was sporadisch te horen op albums van andere artiesten. In 1986 was Stone te horen op het album Shockadelica van Jesse Johnson, van The Time. In de videoclip van het nummer, genaamd Crazay was Stone te horen en te zien als zanger en keyboardspeler en de clip werd zo nu en dan gespeeld op het muziekkanaal BET.
In 1987 bracht Sly Stone de single Eek-a-Boo Static Automatic uit, getrokken van de soundtrack van Soul Man. Ook schreef en produceerde hij in 1989 mede het nummer Just Like A Teeter-Totter van The Bar-Kays. Aan het einde van dat jaar werd hij echter weer gearresteerd en moest hij de gevangenis in in verband met het gebruik en bezit van cocaïne.
Na zijn vrijlating stopte Stone grotendeels met zijn carrière en werd hij een kluizenaar. Hij verscheen nog wel op nummers van Earth, Wind and Fire (Good Time), Bobby Womack (When the Weekend Comes) en op een cover van Thank You (Falettinme Be Mice Elf Agin) van de Japanse band 13CATS. Zijn laatste publieke verschijning tot 2006 was in 1993, gedurende de bijzetting van Sly & The Family Stone in de Rock and Roll Hall of Fame. Tot verrassing van iedereen (inclusief zijn voormalige bandleden) kwam hij op het podium om samen met The Family Stone bij gezet te worden in de Hall of Fame.
Naar men zei woonde Sly Stone anno 2006 vlak bij Beverly Hills in het gezelschap van twee vrouwelijke assistenten, waar hij in zijn thuisstudio nog steeds muziek scheen op te nemen en op zijn motorfiets rijdt. Zijn zoon Sylvester Jr. vertelde in 1997 aan People Magazine dat Sly materiaal heeft opgenomen voor meerdere albums, inclusief een ode aan Miles Davis. Zijn zoon zei tevens dat hij bezig was om weer af te kicken, zijn tot dan toe derde poging.
In 2003 gingen de andere zes oorspronkelijke bandleden van Sly & The Family Stone de studio in om een nieuw album op te nemen. Stone was uitgenodigd, maar bedankte voor de eer.
In 2005 werd het duidelijk, volgens zijn eigen website dat Sly nieuw materiaal aan het schrijven en opnemen is voor Phunk Phamily Affair, de Sly & the Family Stone-tributeband van zijn jongere zus Vet Stone. Sly heeft tevens de naam van die band veranderd in "Family Stone".
Freddy Stone vertelde in februari 2006 dat de Family Stone weleens kan gaan toeren dat jaar, waarschijnlijk met Sly, met daar aan toevoegend dat zijn broer erg enthousiast over het idee is. Vrienden en familieleden vertellen tevens datzelfde jaar dat Sly druk aan het opnemen is en oude bandleden belt om nieuw materiaal te zingen voor ze.
Op 8 februari 2006 vond er een ode aan Sly & the Family Stone plaats op de Grammy Awards, waar Sly zijn eerste muzikale optreden gaf sinds 1987. Samen met de rest van de band (exclusief Larry Graham) traden ze kort op. Andere artiesten die aan de ode meewerkte, waren Steven Tyler, John Legend, Van Hunt en Robert Randolph. Sly kwam tijdens het nummer I Want To Take You Higher op het podium met onder andere een gigantische blonde hanenkam en een dikke zonnebril.
15 juli 2007 trad Sly op met zijn band tijdens het North Sea Jazz Festival.

## Privéleven
Sly Stone was in 1974 vijf maanden getrouwd met Kathleen Silva. Ze stonden dat jaar op 5 juni op het podium voor 20.000 mensen tijdens een Sly & The Family Stone-concert in Madison Square Garden in New York, en scheidden weer op 30 oktober van dat jaar, nadat de pitbull van Sly hun zoon had aangevallen. Zijn zoon Sylvester Bubba Ali Stewart, Jr., Silva en Sly zelf, staan samen op de cover van het album Small Talk. Sly had ook een dochter, die hij samen met het Family Stone-lid Cynthia Robinson had gekregen en die geboren is rond dezelfde datum als Sylvester, Jr.
Stone overleed op 9 juni 2025 op 82-jarige leeftijd. Hij leed al jaren aan COPD.